# Feldflieger-Abteilung 35
Feldflieger-Abteilung Nr. 35 – FFA 35 (Polowy oddział lotniczy nr 35) – jednostka obserwacyjna i rozpoznawcza lotnictwa niemieckiego Luftstreitkräfte z początkowego okresu I wojny światowej.

## Informacje ogólne
Jednostka została utworzona w pierwszym miesiącu I wojny światowej, w dniu 22 sierpnia 1914 roku we Fliegerersatz Abteilung Nr. 4 i weszła w skład większej jednostki Batalionu Lotniczego nr 4. Jednostka uczestniczyła w walkach na froncie wschodnim. 
11 stycznia 1917 roku jednostka została przeformowana i zmieniona w Fliegerabteilung 35 - (FA 35).